# Zilverschoonbolletjesgalwesp
De zilverschoonbolletjesgalwesp (Xestophanes potentillae) is een vliesvleugelig insect uit de familie van de echte galwespen (Cynipidae). De wetenschappelijke naam van de soort is voor het eerst geldig gepubliceerd in 1773 door Retzius in De Geer.